# Стюарт, Гилберт
Ги́лберт Ча́рльз Стю́арт (англ. Gilbert Charles Stuart; 3 декабря 1755 года, Сондерстаун (англ.) — 9 июля 1828 года, Бостон) — американский живописец, наряду с Джоном Синглтоном Копли считающийся основоположником американской живописи.
Прежде всего известен как художник, создавший более тысячи портретов своих современников, включая шестерых первых президентов США.

## Биография и творчество
Гилберт Стюарт был третьим ребёнком в семье. Отец, также Гилберт Стюарт, иммигрант из Шотландии, работал на фабрике по изготовлению нюхательного табака, а мать, Элизабет Энтони Стюарт, происходила из семьи землевладельцев из Род-Айленда. В возрасте семи лет будущий художник вместе с семьёй переехал в Ньюпорт.

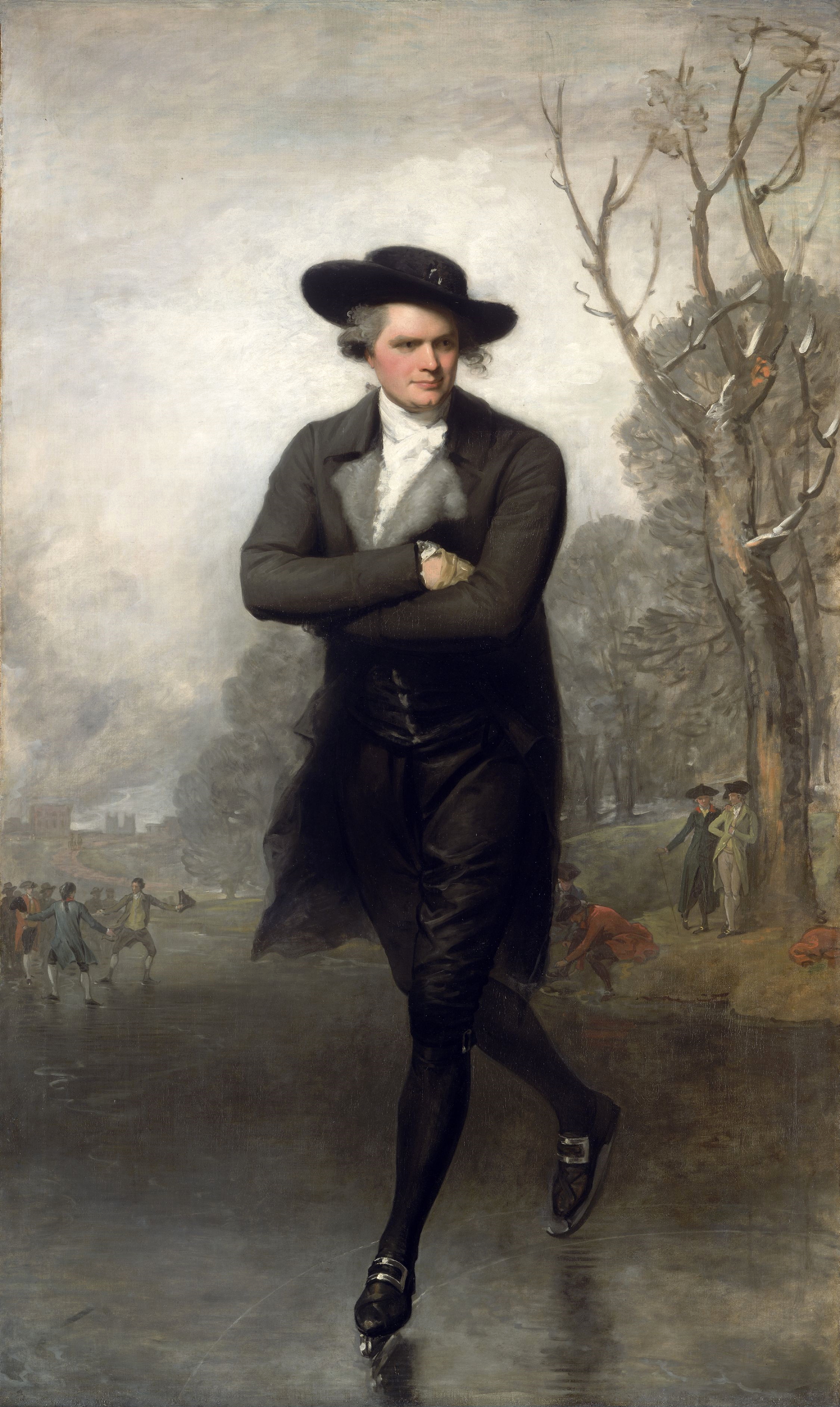
«Конькобежец». Портрет Уильяма Гранта, 1782, Национальная Галерея, Вашингтон

С раннего возраста проявил склонность к живописи, учился у шотландского художника Космо Александера (англ.) и в 1771 году, в возрасте 14 лет, вместе с ним отправился в Эдинбург, чтобы закончить художественное образование. Однако Александер умер на следующий год, и после короткой безуспешной попытки зарабатывать себе на жизнь живописью Стюарт вернулся в Ньюпорт. Так как перспективы образования в Америке представлялись неблагоприятными из-за войны, а семья Стюарта эмигрировала в Новую Шотландию, в 1775 году он снова отправился в Англию. В скором времени он начал учиться у Бенджамина Уэста и уже в 1777 году выставлялся в Королевской академии художеств. В дальнейшем его карьера развивалась очень успешно, не в последнюю очередь благодаря успеху картины «Конькобежец», и в какой-то момент цены на картины Стюарта превысили цены на полотна самых известных английских художников, включая Томаса Гейнсборо и Джошуа Рейнольдса. Тем не менее Стюарт был крайне беспечен в отношении денег, и однажды едва не был отправлен в долговую тюрьму. В 1787 году он бежал[почему?] в Дублин, а в 1793 году вернулся в США, поселившись в Нью-Йорке.
В 1795 году переехал в пригород Филадельфии, где открыл мастерскую. Там он не только смог заниматься живописью, но и имел возможность познакомиться с многими знаменитостями. Так, Стюарт выполнил несколько портретов Джорджа Вашингтона, в том числе самый знаменитый, неоконченный «The Athenaeum». Позже этот портрет был использован для создания портрета Вашингтона на долларовой купюре. При жизни Стюарт снял с него 130 копий. Известен также портрет испанского посла в США Хосефа Хауденеса, заказанный им Стюарту по случаю своей свадьбы с американкой.

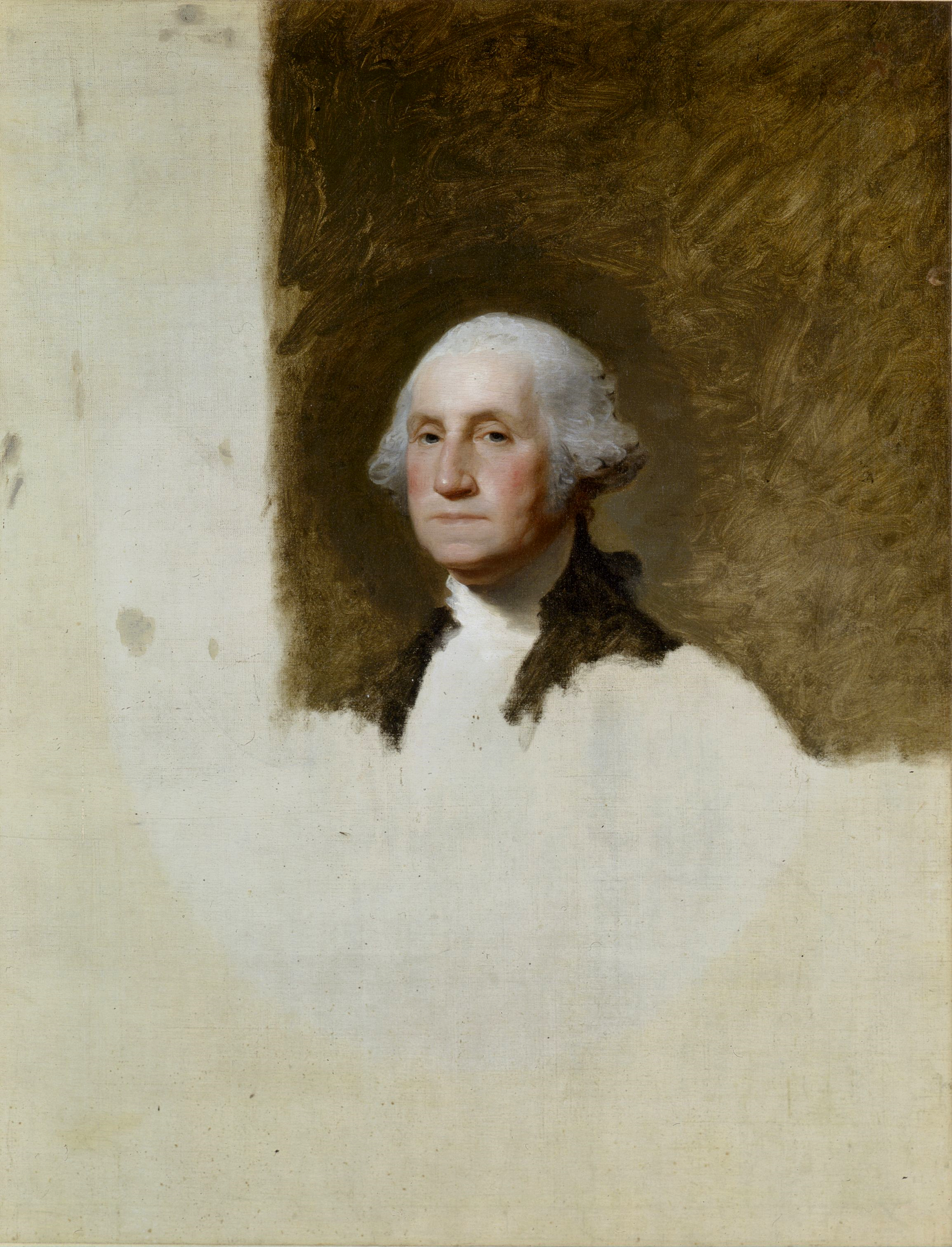
«The Athenaeum». Портрет Джорджа Вашингтона, 1796, Музей изящных искусств, Бостон).

В 1803 году Стюарт открыл ателье в Вашингтоне, а в 1805-м в связи с финансовыми трудностями переехал в Бостон. В 1824 году перенёс удар, оставивший его до конца жизни частично парализованным. Тем не менее он продолжал писать картины и в последние два года жизни.
Стюарт умер в Бостоне в возрасте 72 лет. Из-за долгов его жена и дочери не смогли купить ему место на кладбище, и Стюарт был похоронен в городском парке Бостон-Коммон в общей могиле. Через десять лет семья оправилась от финансовых потрясений и планировала перенести останки художника в Ньюпорт, но не смогла идентифицировать их.
В настоящее время Гилберт Стюарт является общепризнанной основополагающей фигурой американской живописи. Дом, где он родился, сохранился и в 1930 году превращён в музей. Его картины находятся в коллекциях самых престижных музеев США. Портрет жены чрезвычайного посланника и полномочного министра Российской империи в США А. Я. Дашкова Евгении Иосифовны (урождённой баронессы Прейссер) хранится в Государственном Эрмитаже.

## Интересные факты
Художник первым в американской станковой живописи запечатлел шахматную партию (между двумя дочерьми крупного плантатора и активного деятеля Войны за независимость Роберта Морриса) на картине «Портрет мисс Хетти и Мэри Моррис» (1795).